# Edward G. Robinson
Pour les articles homonymes, voir Edward Robinson.
Edward G. Robinson, nom de scène d'Emanuel Goldenberg, est un acteur américain d'origine roumaine né le 12 décembre 1893 à Bucarest et mort le 26 janvier 1973 à Los Angeles en Californie. Il est apparu dans 30 pièces de Broadway, et plus de 100 films, au cours d'une carrière de 50 ans, et est surtout connu pour ses rôles de gangsters dans des films tels que Le Petit César (1931) et Key Largo (1948). Il a reçu le prix d'interprétation masculine du Festival de Cannes pour son rôle dans La Maison des étrangers (1949).
Au cours des années 1930 et 1940, il critique ouvertement le fascisme et le nazisme, qui gagnent en force en Europe dans les années précédant la Seconde Guerre mondiale. Son activisme comprend une contribution de plus de 250 000 $ à plus de 850 organisations impliquées dans l'aide de guerre, ainsi que des contributions à des groupes culturels, éducatifs et religieux. Au cours des années 1950, il est appelé à témoigner devant le comité parlementaire sur les activités antiaméricaines lors de la peur rouge, mais est blanchi de toute implication communiste délibérée lorsqu'il affirme avoir été « dupé » par plusieurs personnes qu'il nomme (dont le scénariste Dalton Trumbo), selon le rapport officiel du Congrès intitulé « Infiltration communiste de l'industrie cinématographique hollywoodienne, ». À la suite d'une enquête, il s'est retrouvé sur la liste grise de Hollywood, des personnes qui figuraient sur la liste noire de Hollywood des grands studios mais qui pouvaient trouver du travail dans des studios de cinéma mineurs sur ce qu'on appelait la Poverty Row.
Les rôles notables de Robinson comprennent un enquêteur d'assurance dans le film noir Assurance sur la mort (1944), un inspecteur de la commission des Nations unies qui poursuit les 
criminels de guerre nazis dans Le criminel (1946), Dathan (l'adversaire de Moïse) dans Les Dix Commandements (1956) et une apparition finale dans le film de science-fiction Soleil vert (1973). Il reçoit un Oscar d'honneur pour son travail dans l'industrie cinématographique, décerné deux mois après sa mort en 1973. Il est classé vingt-quatrième acteur de légende par l'American Film Institute. De nombreux critiques de cinéma et médias l'ont cité comme l'un des meilleurs acteurs à n'avoir jamais reçu de nomination aux Oscars,.

## Biographie

### Jeunesse et formation
Né dans une famille roumaine juive s'exprimant en yiddish, Emanuel Goldenberg émigre aux États-Unis avec sa famille lorsqu'il est âgé de dix ans. Il suit une formation à l'Académie d'art dramatique de New York et fait ses débuts au théâtre en 1913.

### Carrière
C'est en 1923 qu'Edward G. Robinson commence sa carrière au cinéma. Il devient populaire dans les années 1930 grâce à son rôle de gangster dans Le Petit César (Little Caesar, 1931) de Mervyn LeRoy.

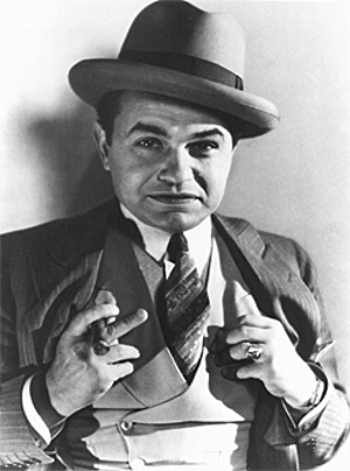
Edward G. Robinson dans Le Petit César (1931).

Au cours de sa carrière, il interprétera souvent des rôles de gangster, notamment dans Key Largo (1948) de John Huston ; et parfois de façon parodique comme dans Au diable les anges (1967) de Lucio Fulci ou Frissons garantis (1968) de Jerry Paris.
En 1949, son interprétation d'un banquier autoritaire dans le film La Maison des étrangers de Joseph L. Mankiewicz vaut à l'acteur de recevoir le prix d'interprétation au Festival de Cannes. L'acteur qui a su prouver qu'il savait s'exprimer dans un excellent français en rencontrant Jean Gabin en 1941, sera ensuite membre du jury du festival pour la sixième édition en 1953, présidé par Jean Cocteau. Parmi ses autres rôles marquants, on compte celui de l'enquêteur dans Assurance sur la mort (1944) de Billy Wilder et celui de Dathan, adversaire de Moïse dans Les Dix Commandements (1956) de Cecil B. DeMille.
Grand amateur d'art, Edward G. Robinson a amassé une importante collection d'œuvres, dont le milliardaire grec Stávros Niárchos fait l'acquisition l'année de la sortie du film Les Dix Commandements en 1956 : soit cinquante-huit peintures impressionnistes et une sculpture de Degas.
En 1973, il obtient un Oscar d'honneur pour l'ensemble de sa carrière. Malheureusement, il meurt quelques semaines avant la cérémonie. Son dernier rôle sera celui de Solomon « Sol » Roth dans Soleil vert de Richard Fleischer. Ce film contient une scène où il se fait euthanasier, ce qui revêt une signification particulière, car l'acteur se savait condamné par la maladie qui l'emporta peu après,.

### Mort
Edward G. Robinson meurt le 26 janvier 1973 au centre médical Cedars-Sinaï de Los Angeles, des suites d'un cancer de la vessie.

## Filmographie partielle

### Années 1910 et 1920
- 1916 : Arms and the Woman (en) de George Fitzmaurice
- 1923 : Le Châle aux fleurs de sang (The Bright Shawl) de John S. Robertson
- 1929 : Le Trou dans le mur (The Hole in the Wall) de Robert Florey : « The Fox »

### Années 1930
- 1930 : Reportage nocturne (en) (The night ride) de John S. Robertson : Tony Garotta
- 1930 : Les Révoltés (Outside the Law) de Tod Browning : Cobra Collins
- 1930 : Le Désir de chaque femme (A Lady to Love) de Victor Sjöström : Tony
- 1930 : East Is West de Monta Bell : Charley Yong
- 1930 : The Widow from Chicago d'Edward F. Cline
- 1931 : Five Star Final de Mervyn LeRoy : Joseph W. Randall, le rédacteur en chef
- 1931 : Le Petit César (Little Caesar) de Mervyn LeRoy : Caesar Enrico Bandello
- 1931 : Les Bijoux volés (The Stolen Jools) de William C. McGann : caméo
- 1931 : Le Beau Joueur (Smart Money) d'Alfred E. Green : Nick Venizelos
- 1932 : L'Honorable Monsieur Wong (The Hatchet Man) de William A. Wellman : Wong Low Get
- 1932 : Deux Secondes (Two Seconds) de Mervyn LeRoy : John Allen
- 1932 : Le Harpon rouge (Tiger Shark) d'Howard Hawks : Mike Mascarenhas
- 1932 : Valet d'argent (Silver Dollar) d'Alfred E. Green : Yates Martin
- 1933 : J'aimais une femme (en) (I Loved a Woman) d'Alfred E. Green : John Mansfield Hayden
- 1934 : L'Homme aux deux visages (The Man with Two Faces) d'Archie Mayo : Damon Welles / Jules Chautard
- 1935 : Ville sans loi (Barbary Coast) d'Howard Hawks : Luis Chamalis
- 1935 : Toute la ville en parle (The Whole Town's Talking) de John Ford : Arthur Ferguson « Jonesy » Jones / « Killer » Mannion
- 1936 : Guerre au crime (Bullets or Ballots) de William Keighley : le détective Johnny Blake
- 1937 : Bluff (en) (Thunder in the City) de Marion Gering : Daniel « Dan » Armstrong
- 1937 : Le Dernier Round (Kid Galahad) de Michael Curtiz : Nick « Nicky » Donati
- 1937 : Le Dernier Gangster (The Last Gangster) d'Edward Ludwig : Joe Krozac
- 1938 : Un meurtre sans importance (A Slight Case of Murder) de Lloyd Bacon : Remy Marco
- 1938 : Le Mystérieux Docteur Clitterhouse (The Amazing Dr Clitterhouse) d'Anatole Litvak : le docteur T.S. Clitterhouse
- 1938 : Je suis la loi (I Am the law) de Alexander Hall : Prof. John Lindsay
- 1939 : Les Aveux d'un espion nazi (Confessions of a Nazi Spy) d'Anatole Litvak : Edward « Ed » Renard
- 1939 : Chantage (Blackmail) de H. C. Potter : John R. Ingram

### Années 1940
- 1940 : La Balle magique du Docteur Ehrlich (Dr Ehrlich's Magic Bullet) de William Dieterle : Paul Ehrlich
- 1940 : L'Étrange Aventure (Brother Orchid) de Lloyd Bacon : « Little » John Sarto / Frère Orchidée
- 1940 : Une dépêche Reuter (A Dispatch from Reuter's) de William Dieterle : Paul Julius Reuter
- 1941 : Le Vaisseau fantôme (The Sea Wolf) de Michael Curtiz
- 1941 : L'Entraîneuse fatale (Manpower) de Raoul Walsh
- 1941 : Associés sans honneur (en) (Unholy Partners) de Mervyn LeRoy
- 1942 : Larceny, Inc. de Mervyn LeRoy : « Pressure » Maxwell
- 1942 : Six Destins (Tales of Manhattan) de Julien Duvivier : Avery Browne
- 1943 : Obsessions (Flesh and Fantasy) de Julien Duvivier : Marshall Tyler
- 1943 : Destroyer de William A. Seiter : Steve Boleslavski
- 1944 : Tampico, de Lothar Mendes : le capitaine Bart Manson
- 1944 : Assurance sur la mort (Double Indemnity) de Billy Wilder : Barton Keyes
- 1944 : Monsieur Winkle s'en va-t-en guerre (Mr. Winkle Goes to War) d'Alfred E. Green : Wilbert Winkle
- 1944 : La Femme au portrait (The Woman in the Window) de Fritz Lang : le professeur Richard Wanley
- 1945 : Nos vignes ont de tendres grappes (en) (Our Vines Have Tender Grapes) de Roy Rowland : Martinius Jacobson
- 1945 : La Grande Aventure (en) (Journey Together) de John Boulting Roy Boulting
- 1945 : La Rue rouge (Scarlet Street) de Fritz Lang : Christopher Cross
- 1946 : Le Criminel (The Stranger) d'Orson Welles : l’inspecteur Wilson
- 1947 : La Maison rouge (The Red House) de Delmer Daves : Pete Morgan
- 1948 : Ils étaient tous mes fils (All My Sons) d'Irving Reis : Joe Keller
- 1948 : Key Largo de John Huston : Johnny Rocco
- 1948 : Les Yeux de la nuit (Night Has a Thousand Eyes) de John Farrow : John Triton
- 1949 : La Maison des étrangers (House of Strangers) de Joseph L. Mankiewicz : Gino Monetti
- 1949 : Les Travailleurs du chapeau (It's a Great Feeling) de David Butler : lui-même

### Années 1950
- 1950 : Son grand amour (My Daughter Joy) de Gregory Ratoff : George Constantin
- 1952 : Actor's and Sin (en) de Ben Hecht et Lee Garmes : Maurice Tillayou
- 1953 : Investigation criminelle (Vice Squad) de Arnold Laven : le capitaine Barnaby
- 1953 : Big Leaguer de Robert Aldrich : John B. « Hans » Lobert
- 1954 : Le Crime de la semaine (The Glass Web) de Jack Arnold : Henry Hayes
- 1954 : Mardi, ça saignera (Black Tuesday) d'Hugo Fregonese : Canelli
- 1955 : Le Souffle de la violence (The Violent Men) de Rudolph Maté : Lew Wilkison
- 1955 : Coincée (Tight Spot) de Phil Karlson : Lloyd Hallett
- 1955 : Un pruneau pour Joe (en) (A Bullet for Joey) de Lewis Allen :  l'inspecteur Leduc
- 1955 : Le Témoin à abattre (Illegal) de Lewis Allen : Victor Scott
- 1955 : Colère noire (Hell on Frisco Bay) de Frank Tuttle : Victor Amato
- 1956 : Les Dix Commandements (The Ten Commandments) de Cecil B. DeMille : Dathan
- 1956 : Nightmare, de Maxwell Shane : René Bressard
- 1959 : Un trou dans la tête (A Hole in the Head) de Frank Capra : Mario Manetta

### Années 1960 et 1970
- 1960 : Les Sept Voleurs (Seven Thieves) de Henry Hathaway : le professeur Theo Wilkins
- 1960 : Pepe de George Sidney : caméo
- 1962 : Ma geisha (My Geisha) de Jack Cardiff : le producteur Sam Lewis
- 1962 : Quinze Jours ailleurs (Two Weeks in Another Town) de Vincente Minnelli : Maurice Kruger
- 1963 : L'Odyssée du petit Sammy (Sammy Going South) d'Alexander Mackendrick : Cocky Wainwright
- 1963 : Pas de lauriers pour les tueurs (The Prize) de Mark Robson : le docteur Max Stratman / le professeur Walter Stratman
- 1964 : Les Sept Voleurs de Chicago (Robin and the 7 Hoods) de Gordon Douglas : Big Jim
- 1964 : Prête-moi ton mari (Good Neighbor Sam) de David Swift : Simon Nurdlinger
- 1964 : Les Cheyennes (Cheyenne Autumn) de John Ford : Carl Schurz, le secrétaire d'État à l'Intérieur
- 1964 : L'Outrage (The Outrage) de Martin Ritt : l'arnaqueur
- 1965 : Le Kid de Cincinnati (The Cincinnati Kid) de Norman Jewison : Lancey Howard
- 1967 : La Blonde de Pékin de Nicolas Gessner : Douglas
- 1967 : Le Carnaval des truands (Ad ogni costo) de Giuliano Montaldo : le professeur James Anders
- 1967 : Au diable les anges (Operazione San Pietro) de Lucio Fulci : Joe Ventura
- 1968 : La Bande à César (The Biggest Bundle of Them All)  de Ken Annakin : le professeur Samuels
- 1968 : Frissons garantis (Never a Dull Moment) de Jerry Paris : Leo Joseph Smooth
- 1968 : It's Your Move (Uno scacco tutto matto) de Roberto Fizz : Sir George McDowell
- 1969 : L'Or de MacKenna (Mackenna's Gold) de J. Lee Thompson : le vieil Adams
- 1973 : Soleil vert (Soylent Green) de Richard Fleischer : Solomon « Sol » Roth

## Hommages
Dans les années 1940, l'acteur était abonné aux rôles de gangsters et de durs à cuire, ce qui lui a valu d'être caricaturé de façon spirituelle à deux reprises dans deux dessins animés de Tex Avery : dans Hollywood Steps Out, puis dans Le crime ne paie pas (Thugs With dirty Mugs).
En 2015, Michael Stuhlbarg l'incarne dans le film Dalton Trumbo.

## Voix françaises
Louis Arbessier dans :
- Frissons garantis
- L'Or de MacKenna

Jean Brochard dans:
- Le Criminel

Serge Nadaud (*1907-1995) dans:
- Soleil vert